# Bernard Collin
Pour les articles homonymes, voir Collin.
Bernard Collin est un écrivain, poète et peintre français né le 5 août 1927 à Boulogne-Billancourt.

## Biographie

### Enfance et formation
Bernard Collin passe son enfance entre la France et l'Amérique du Sud, où son père travaille, et partage ses vacances entre l'Uruguay, le Brésil, le Chili, et Évian-les-Bains…
Il est ensuite pensionnaire à Pontoise chez les Oratoriens puis chez les Jésuites à Sarlat, durant la guerre. Enfant, il ne lit que sa grammaire latine et il découvre assez tard la littérature : Saint-Simon, Balzac le passionneront ensuite.[réf. nécessaire]

### L'écriture
C'est à Pierre Bettencourt que l'on doit la publication de son premier livre, Centre de vous, en 1960. Les Milliers, les millions et le simple, qui lui fait suite, reprend les pages du précédent livre, selon un procédé qui sera le même pour tous les autres livres de Bernard Collin à quelques exceptions près (dont Wols avec une loupe, Picti Libri, Une espèce de peau mince, entre autres).
Il collabore également aux Cahiers de l'Herne de Dominique de Roux, où il écrit sur Jean Dubuffet, Henri Michaux et Ezra Pound, et publie dans la NRF, L'Éphémère.
Bernard Collin considère qu'il n'a écrit que deux livres : c'est ce qu'il affirme dans un entretien avec Alain Veinstein en 2011 dans l'émission Du jour au lendemain. Perpétuel voyez Physique et Les Globules de Descartes reprennent en effet pour l'un, les proses et dessins déjà parus en volumes ou en revues, pour l'autre, les textes et les hommages. En 2006, le livre B comme mouche permet de découvrir ses manuscrits, souvent remplis de dessins et de petites peintures, représentant oiseaux, personnages religieux, êtres étonnants…
En 2008, Avalois, paru chez Chandeigne, augmente de douze journées supplémentaires le calendrier du perpétuel dans lequel s'inscrivent les proses reprises dans Perpétuel voyez Physique, toutes désignées par une date sous la forme jour/mois.
En 2010 commence la publication de ses cahiers, des 22 lignes qu'il écrit chaque jour. En 2011, il fait une lecture au Petit Palais.

### La peinture
En tant que peintre, Bernard Collin a exposé à de multiples reprises ses peintures et de ses livres peints, aussi bien à Bruxelles qu'à la Sorbonne, et dans de nombreux musées français.
En 2009, il a une grande exposition au cipM (Centre international de poésie Marseille).
Il peint le dimanche des oiseaux et, plus récemment, d'autres animaux, tels des vaches, qu'il présente à la galerie Froidevaux en 2012,.

### Famille
Avec sa femme Margo Rivas, fille du premier ministre chilien Manuel Rivas Vicuña (es), il est le père du peintre Emmanuel Collin.

## Œuvres
- Centre de Vous, Pierre Bettencourt, 1960
- Les Milliers les millions et le simple, 10/18, 1965 ; nouvelle édition, éditions Ivrea, 1999  (ISBN 2-85184-273-0)
- Perpétuel, Christian Bourgois, 1969
- Sang d’autruche, Mercure de France, 1977
- Noire, avec Věra Linhartová, Nadia Delbar, et al., Gamaches, impr. Bresle et Vimeu, 1981
- Besbion oros, Parler net, 1984.
- Premiers pas sur la terre radieuse, éditions Fata Morgana, 1984
- Ambakoum, Fata Morgana, 1985
- 22 lignes par jour et il sort de sa pensée, Fata Morgana, 1988
- Wols avec une loupe, éditions Fourbis, 1990
- Picti Libri, La Sétérée, 1991
- Une espèce de peau mince, Chandeigne, 1995
- Perpétuel voyez Physique, éditions Ivrea, 1996  (ISBN 2-85184-255-2)
- Les Globules de Descartes, éditions Ivrea, 2004  (ISBN 2-85184-283-8)
- B comme mouche, Emmanuel Collin, 2006
- Avalois, Chandeigne, 2008
- Vingt-deux lignes Cahier Cent, Les Petits matins, 2010
- 478 jours naturels, Les Petits matins, 2012
- Copiste, Nous, coll. « Disparate », 2017
- No me nombres, Atelier en Santiago de Chile, 2019
- Réédition par la galerie Karsten Greve de " Wols avec une loupe " dans une gigantesque  monographie autour de Wols 2023

## Cinéma
En 2013, Bernard Collin apparaît dans le film Le Fantasme de l'échec de Solange Dulac,.

## Pour approfondir

### Radio
- « Bernard Collin et Lola Créïs », France Culture, Du jour au lendemain par Alain Veinstein, le 7 juillet 2012